# 西村麻子
西村 麻子（にしむら あさこ、1977年10月2日 - ）は、毎日放送（MBS）所属のアナウンサー。MBSを含むJNN・JRN加盟局の優秀なアナウンサーを表彰するアノンシスト賞で、2020年度にラジオ・フリートーク部門の最優秀賞を受賞した。愛称は、「あさちゃん」「あさやん」など。

## 来歴・人物
京都府京都市出身。高校在学中には、インターハイや国体に出場するなど、陸上競技・短距離の選手として鳴らした。高1の時に国体200mで全国優勝、高2の時にはジュニアオリンピック100mで全国優勝した。
同志社中学校・高等学校を経て、同志社大学商学部を卒業後の2000年、一般職で毎日放送に入社。入社直後にアナウンサー職へ転じた。同期入社のアナウンサーに、上田悦子と上田崇順がいる。
毎日放送への入社後は、MBSテレビの情報番組『ちちんぷいぷい』、平日夕方のニュース『VOICE』などのほか、バラエティ番組やラジオ番組にも幅広く出演。2005年12月に同期入社の社員と結婚してからも、旧姓の西村を放送上の名称に使っている。
2006年3月下旬から1回目の産前産後休暇へ入った後に、第1子（男児）を出産。出産後の2007年4月16日に、1度目の職場復帰を果たす。
同年8月に開催された世界陸上大阪大会では、地元局の女性アナウンサーとして、八木早希とともにテレビの全国中継キャスターに抜擢。同年5月17日の『2時っチャオ!』（TBS制作）では、会場（長居陸上競技場）からの中継リポーターとして、全国デビューを果たした。また、世界陸上大阪大会の開催前後には、『ちちんぷいぷい』や同大会関連のテレビ番組などでアナウンサーらしからぬ健脚を披露。「日本一足の速い女子アナウンサー」というキャッチフレーズを付けられるに至った（後述）。
同年10月1日からは、『VOICE』に月～水曜日のサブキャスターとして復帰。しかし、第2子の出産準備のため、2009年9月23日の放送を最後に再び降板。2回目の産前産後休暇に入った。
第2子出産後の翌2010年4月初旬に再度の職場復帰を果たすと、『ちちんぷいぷい』のニュースキャスターや、『VOICE』のニュースナレーターを担当。また、『ちちんぷいぷい』で「ただいま修行中 大吉京平への道」（後輩アナウンサーの大吉洋平が京都市内の名店で厳しい修業に臨む企画）を放送する場合には、京都弁によるナレーションを披露していた。2017年10月からは、この企画のリメイク版に当たる「きのう 京 あした おもてなしのうら」（若手俳優が週替わりで住み込み修業を体験するロケ企画）でも、京都弁でナレーションを付けていた。
2012年10月からは、産前産後休暇に入った先輩アナウンサー・松川浩子の後任で、『VOICE』木・金曜日のサブキャスターを担当。以後は2019年3月の番組終了まで週2日もしくは3日間サブキャスターを務めた（担当曜日変遷は後述）。
2015年4月からは、『VOICE』のサブキャスターを続けながら、『サタデープラス』（MBSテレビ制作・TBS系列全国ネット番組）の進行アナウンサーに起用された。通年放送の全国ネット番組にレギュラーで出演するのは、テレビ・ラジオを通じて、毎日放送への入社後初めてである。
2018年には、5月15日の午前中から、突然発声できなくなった。音声専門外来のある病院で診察を受けたところ、声帯結節が見られたため、番組への出演を見合わせたうえで1ヶ月半にわたって静養に専念。静養中の『VOICE』では、ニュースキャスター未経験の後輩アナウンサー・玉巻映美を、西村の代役に充てていた。7月には、『サタデープラス』の7日放送分で、平成30年7月豪雨に伴う地元・京都からの中継リポートを急遽担当。10日からは『VOICE』にも復帰している。
2019年3月で、『サタデープラス』へのレギュラー出演を終了。『VOICE』も同月限りで終了したが、同年4月からは、後継番組に当たる『ミント!』で2021年3月までアシスタントを務めていた。
「新日本放送」時代の1959年3月1日からテレビ放送事業とラジオ放送事業を兼営してきた毎日放送は、2021年4月1日付でラジオ放送事業を「株式会社MBSラジオ」へ移管。毎日放送は移管を機にテレビ単営局へ移行したが、西村はアナウンス職のまま同社の総合編成局（移管を機に新設）へ在籍する一方で、株式会社MBSラジオが制作・放送する番組にも「MBSアナウンサー」として出演している。なお、テレビでは同年4月から、『MBSマンスリーリポート』（テレビ・ラジオ兼営局時代から放送されている自己批評番組）を担当。

### 「日本一足の速い女子アナ」
- 両親が陸上競技選手であったことから、自身も中学生時代から陸上競技を始めた。実父の彰は、ハードル競技の選手として活躍した後に、同志社大学体育会陸上競技部の監督時代に朝原宣治などを指導。シドニー・アテネ・北京の各オリンピックでは、日本代表の短距離走コーチを務めている。
- 陸上競技専門誌の『月刊陸上競技』では、2000年5月号の特集「春に飛び立つアスリート」で、毎日放送へ入社したばかりの西村を取り上げていた。
- 世界陸上大阪大会開幕前日の2007年8月24日にJNN系列で放送された特別番組『世界陸上大阪 ついにあす朝6時開幕スペシャル』（TBS制作）内の企画で、「日本一足の速い女子アナ」として、長居陸上競技場のトラックでアレン・ジョンソン（アトランタオリンピック男子110mハードル金メダリスト）と競走する機会があった。西村にはハードルなしというハンディキャップ戦であったが、100mを14秒05（MBSで独自に計測した公式記録では13秒15）で走破。全国ネットでの生中継でジョンソンに圧勝した[5]。
- 『VOICE』のサブキャスターを務めていた同年と2008年には、12月末に放送された同番組と『ちちんぷいぷい』との合同特別番組（2007年は『ちちんぷいぷい&VOICE 空気は読めたか’07 笑いと怒りの生4時間』、2008年は『ちちんぷいぷい特大号 VOICEに☆印2008』）において、「世快陸上女子100m」（2007年）「100m走で西村麻子に勝ったら10万円」（2008年）という視聴者参加の生中継企画に出演。長居陸上競技場のトラックを舞台に、参加希望者から番組側で選抜した女性挑戦者と100m競走で勝負したが、いずれも西村の圧勝に終わった。挑戦者の中には、テレビ番組での賞金レースへの出場に関する日本陸上競技連盟のアマチュア規定に沿って、同連盟に現役引退届を受理されてから半年以上経過した短距離走の元選手もいた。
- 同年10月12日の御堂筋kappoでは、大阪のメインストリート・御堂筋（梅田新道付近）に仮設トラックを敷く形で開催された「御堂筋ストリート陸上」で司会を務めた。このイベントには朝原や為末大も登場したが、西村が健脚を披露することはなかった。
- 現在は、アナウンサーとしての活動のかたわら、京都マスターズ陸上競技連盟に競技者として会員登録。2014年9月に岩手県北上市で開催された全日本マスターズ陸上競技選手権大会では、競技会への出場自体が15年振りだった[6] にもかかわらず、女子60m走（W35クラス）で優勝した（タイムは8秒62）[7]。
- 「赤坂5丁目ミニマラソン」という名物企画がある『オールスター感謝祭』（『サタデープラス』での共演者の一部が同企画へ随時挑戦するTBSテレビ制作の期首特別番組）には、2025年春の時点で出演の経験がない。毎年2月に地元の京都市内で開かれる京都マラソンでも、MBSテレビが制作するダイジェスト番組の司会やリポーターを務めるだけにとどまっている。MBSテレビでダイジェスト番組を放送する吉本陸上競技会では、第2回（2002年）から第7回（2008年）までアシスタントとして出演するだけだったが、第19回（2019年）で「ちちんぷいぷい&ミント!チーム」の選手として駅伝に参加した。

## 出演番組

### 現在
- MBSニュース（テレビ・ラジオとも）
  - ラジオでは、2020年度のナイターオフ期間（2020年12月 - 2021年3月）に、火曜日の19時台（『MBSヨル隊「金村義明のええかげんにせぇ〜!」』内）・21時台（『次は〜新福島!=第4章・冬将軍=』内）を定期的に担当。「ニュースのジカン。」として放送される『次は〜新福島!』への内包分でニュース（主に陸上競技関連のトピック）の解説も任されたところ、第46回（同年度）のアノンシスト賞でラジオ・フリートーク部門最優秀賞の受賞に至った[1]。2022年10月からは、単独番組として放送する場合に、自身の声でタイトルコールとアナウンスを吹き込んだ音源をオープニングで放送。
  - 第49回衆議院議員総選挙の投・開票日（2021年10月31日）には、『MBSラジオ2021 総選挙開票特別番組 ほんで何選挙やったん?』（20:00 - 翌0:00に生放送の自社制作番組）を、先輩アナウンサーの西靖（『VOICE』へ出演していた時期のメインキャスター）・松川浩子と共に進行している。

毎日放送が在阪局でいち早く国際連合の「SDGメディア・コンパクト」へ参加していることを背景に、テレビ・ラジオ兼営局時代の2020年10月からは、国際連合が定める「SDGs17の目標」を啓発するアナウンサー企画にも参加している。
「SDGsのススメ」（2020年10月19日から2021年3月1日まで『ちちんぷいぷい』で毎週月曜日に放送されたロケ企画）では、『ミント!』『次は～新福島!』などへの出演と並行しながら、3番目の目標（「すべての人に健康と福祉を」）関連の取材を担当。京都市内の杖専門店を取材した模様が、最終回で放送された。『ちちんぷいぷい』『ミント!』の終了後は、後継番組の『よんチャンTV』内で5秒間放送される「みんなでやろう!SDGs」で、3番目の目標達成に向けた標語紹介のVTRに登場。

#### テレビ
- よんチャンTV（2021年3月31日 - ）
  - 番組の開始当初は、「なんで?らいよん」（視聴者などからの疑問を調査する企画）で、ロケ調査パートのリポーターを随時務めていた。その後は水曜日のニュースナレーターに事実上専念していたが、2022年10月から、毎週火・水曜日に「5時ニュース」（午後5時前後に放送されるストレートニュース）のキャスターと「6時ニュース」→「今日の総まとめニュース」（午後6時台に放送されるストレートニュース）のナレーターを兼務している。
- サタデープラス（2015年4月4日 - ）
  - 2019年3月30日放送分までは、「情報キャスター」としてレギュラーで出演していた。同年4月以降は、生中継のリポートなどを不定期で担当。
- 痛快!明石家電視台
  - 2014年から年に1～2回のペースで「MBSアナウンサー大集合スペシャル」を月曜日に収録する場合に、アナウンサーの1人として出演。2018年までは、『VOICE』の本番終了後に収録へ参加していた。他のスタジオ収録企画やロケ企画で、VTRのナレーターを務めることもある。
- 京都マラソン
  - ランナーとして出場した経験はないが、大会後に放送されるMBSテレビ制作のダイジェスト番組で、2015年から森脇健児（京都市在住）と共にMCを担当。
- MBSマンスリーリポート（2021年4月4日 - ） - 毎日放送がテレビ単営局へ移行したことを機に、高井美紀の後任として担当。
- グッジョブ!（2023年4月 - ） - ナレーター

#### ラジオ
- 上泉雄一のええなぁ! 月曜日（2021年4月5日 - 2021年9月）→ 木曜日（2021年10月7日 - ）
  - 前週（2021年3月29日）まで出演していた後輩アナウンサー・藤林温子から一部のコーナー（「知ってええなぁ!ちなみNEWS」など）の進行役を継承しているほか、「週刊カネスポ」（月曜パートナー・金村義明によるスポーツ評論コーナー）のナレーションを担当。ただし、毎週出演するわけではなく、藤林以外の女性アナウンサー（上田悦子・山崎香佳）と交互に出演していた。
  - 2021年の10月改編で放送枠を毎週月 - 木曜日の夕方から（『子守康範　朝からてんコモリ!』の後継番組扱い）で月 - 金曜日の早朝へ移動したことに伴って、毎週木曜日の全編にパートナーとして出演。
- となりの弁さん（2021年4月5日 - ） -  前週（同年3月29日）まで放送されていた『弁護士の放課後 ほな行こか〜』の後継番組で、「弁さん」（大阪弁護士会所属の弁護士）と共に進行。
- コトノハ（不定期で出演）
  - 「コトノハ」（言葉）にこだわった毎日放送アナウンサー室制作の事前収録番組で、2021年10月4日から毎週月曜日の夜間（2023年9月25日までは21:45 - 22:00 → 同年10月2日以降は21:30 - 21:45）に放送。
- クロージング音源のナレーター（2011年4月 - ）

### 過去

#### テレビ
- ちちんぷいぷい
  - 1度目の産休前まで中継リポーターを担当した後に、2度の産休をはさんで、2011年4月から木曜日のニュースキャスターとして復帰。また、「ただいま修行中 大吉京平への道」のナレーターも担当していた。2011年10月から、火・水曜日にもニュースキャスターとして出演。
  - 松川の産休を機に『VOICE』木・金曜日のサブキャスターへ起用されたことから、2012年9月で再び降板。2014年4月7日以降は、『VOICE』でサブキャスターを担当する日に、ニュースナレーターを務めていた。2017年10月から12月までは、水曜日のVTRロケコーナー「きのう 京 あした おもてなしのうら」（「ただいま修行中」の復活版）のナレーターも担当。
- 世界陸上大阪大会中継キャスター（TBS制作、主にJNN系列での地上波中継に登場）
- MBS京都スペシャル（2007年5月19日、京都府からの中継に登場）
- 吉本陸上競技会（年1回放送の特別番組）
  - 2007年10月13日放送の第7回大会に、リポーターとして出演。
  - 2019年7月24日放送の第19回大会に、選手として出場。
- 八方組 ごくろうの妻たち（月亭八方+主婦6名が出演、2001年）
- 暮らしカルマガジン みかさつかさ（リポーター）
- 毎日新聞テレビ夕刊キャスター（日曜日、2012年4月 - 9月）
- VOICE

1. 〜2006年3月1日 - 月〜水曜日 フィールドキャスター
2. 2007年10月1日〜2009年9月23日 - 月〜水曜日 サブキャスター
3. 2010年10月〜2012年9月 - ニュースナレーター
4. 2012年10月〜2014年4月1日 - 木・金曜日 サブキャスター
5. 2014年4月7日〜2015年3月 - 月〜水曜日 サブキャスター
6. 2015年4月〜2017年3月 - 月・火曜日 サブキャスター
7. 2017年4月〜2019年3月 - 火〜木曜日 サブキャスター

2014年4月以降は、上田悦子と交互にサブキャスターを担当。担当曜日を随時入れ替えていた。
- 山村美紗トラベルミステリー「鉄道警察官 捜査ファイル」（MBSテレビ・TBSテレビの共同制作で2020年[8] に放送） - 『ミント!』のMCである後輩アナウンサー・大吉洋平と共に、「新人デザインコンクール」という架空イベント[9] の取材に詰めかけた記者役で出演。
- ミント!（2019年4月1日 - 2021年3月5日）
  - 番組初回から本編のアシスタントを担当（2019年9月25日までは月 - 水曜日→2019年9月30日から2020年9月25日までは月 - 金曜日→2020年9月30日以降は水 - 金曜日）。上田悦子が月 - 水曜日のサブキャスターを務める「Newsミント!」（16:30 - 17:10に放送される関西ローカルニュースパート）には出演しなかったが、本編のロケ取材や、VTRのナレーションも随時担当する。2019年10月改編での番組リニューアルまでは、『VOICE』に続いて、18時台にストレートニュースを読んでいた。
  - 『おうちにいようよ（→あしたのために） ちちんぷいぷい&ミント!』（新型コロナウイルスへの感染拡大防止策の一環で2020年4月20日から5月29日まで編成）では、水 - 金曜日のアシスタントを担当。その関係で、本来は前枠番組の『ちちんぷいぷい』を放送している時間帯にも、同月22日（水曜日）放送分から登場していた。
- コトノハ図鑑→「へぇ～のコトノハ」（不定期）
  - 所属する毎日放送アナウンサー室の企画で、2018年7月から2020年3月まで『コトノハ図鑑』（事前収録のレギュラー番組）として放送された後に、2020年4月から2021年3月まで「へぇ～のコトノハ」（『ちちんぷいぷい』月・水曜日→水曜日のレギュラーコーナー）へ移行。
  - 2019年9月22日放送分の『コトノハ図鑑』では、後輩のスポーツアナウンサー・三ツ廣政輝と共に、万博記念競技場でのロケで「陸上のコトノハ」（陸上競技にまつわる専門用語や陸上競技から派生した表現）を調査。「アンカー」の語源を探る調査の一環として、現役大学生との3人制・ハンディキャップ付き短距離リレー対決でアンカー（最終走者）を務めた模様の映像も放送された。
  - 『ミント!』の本番直前に同じスタジオ（ライブセンター）から放送された「へぇ～のコトノハ」にも随時出演。第1回（2020年3月30日放送分）では、テーマが「京都人の会話術」であったことから、武川智美・玉巻映美によるロケ取材の映像に京都弁でナレーションを付けた。
- 医のココロ（2021年11月27日 - 2023年8月6日※最終担当日）
  - 番組自体は2014年4月開始で、上田悦子（2021年10月9日初出演）、高井美紀（2023年1月8日最終出演）、藤林温子（2023年6月18日初出演）、古川圭子、松川浩子、武川智美が週替わりでナビゲーターを務めているが、そこに西村も追加起用。

#### ラジオ
- 桂三枝の茶屋町ホテル（アシスタント）
- MBSミッドナイトドライブ（月曜日、パーソナリティ）
- 水曜昼なら 桂南光（アシスタント）
- 浜村淳の日曜夢語り（日曜日）
- MBSどっと!アナ「DJ OKAN R-35」（2007年度のナイターオフ期間、日曜日）
- 宍戸一夫の情熱喫茶（日曜日）
- 茶屋町そろばん学校開校です!（2008年10月～12月、土曜日）
- 京都・文学ぶらり旅（2013年4月7日～2014年3月 、日曜日6:00 - 6:10）パーソナリティ
- ナジャ・グランディーバのレツゴーサタデー（2018年9月15日）「ナジャじゃジャーナル・エクストラ」のコーナーに出演。
- MBSヨル隊 ナジャ・グランディーバのレツゴーフライデー（2019年3月1日）「ナジャじゃジャーナル」のコーナーに出演。
- あどりぶラヂオ（2021年4月改編から月に1回のペースで木曜未明分のパーソナリティを担当）
  - 2019年1月3日放送分の「MBSアナウンサースペシャル」（アナウンサーによるパーソナリティリレー企画）で、同期の上田悦子に続いて初出演。同年5月17日放送分では、通常担当しないテレビの最終版ニュース・天気予報（前日の『NEWS23』内包分）へ出演した後に、単独でパーソナリティを務めた。
- 地方創生プログラム ONE-J（2021年11月14日）「共立リゾート presents 〜新たな発見を綴る〜旅ノオト」のコーナーに出演。

## 関連人物
- 上田悦子
- 上田崇順
- 馬野雅行
- 大八木友之
- 高井美紀
- 田丸一男
- 大月勇
- 前田阿希子
- 河本光正
- 吉竹史
- 大吉洋平
- 豊崎由里絵
- 石井亮次